# Bernal González Acosta
Bernal González Acosta (10 de juny de 1973) és un jugador d'escacs costa-riqueny que té el títol de Mestre Internacional des del 2015.
A la llista d'Elo de la FIDE de l'abril de 2016, hi tenia un Elo de 2476 punts, cosa que en feia el jugador número 1 (en actiu) de Costa Rica. El seu màxim Elo va ser de 2502 punts, a la llista del gener de 2015.

## Resultats destacats en competició
Ha estat tres cops Campió de Costa Rica en els anys 1990, 1991, 1993, 1995, 1996, 2000, 2001, 2003, 2005, 2006, 2008, 2010, 2011 i 2013.
Fou el primer costa-riqueny en obtenir el títol de Mestre Internacional el 1993. El gener de 2015 obtingué el títol de Gran Mestre, el segon costa-riqueny que obté el màxim títol de la FIDE després d'Alejandro Ramírez.

### Participació en olimpíades d'escacs
Valdés ha participat, representant Costa Rica, en nou Olimpíades d'escacs entre els anys 1990 i 2014 (quatre cops com a 1r tauler), amb un resultat de (+41 =33 –24), per un 58,7% de la puntuació. El seu millor resultat el va fer a l'Olimpíada del 1994 en puntuar 9 de 12 (+8 =2 -2), amb el 75,0% de la puntuació, amb una performance de 2450, i que li significà aconseguir la medalla de plata individual del tercer tauler.